# Allklasse
Die Allklasse bezeichnet die Klasse, die alle Elemente einer mathematischen Theorie enthält; in der Mengenlehre ist das die Klasse aller Mengen. Die Allklasse wird heute präzise definiert durch eine beliebige Eigenschaft, die alle Elemente erfüllen, das heißt, über eine Tautologie, also etwa als die Klasse {\displaystyle \{x\mid x=x\}} oder auch 
{\displaystyle \{x\mid \top \}}, {\displaystyle \{x\mid \bot \rightarrow \bot \}}. 
Die Allklasse wurde schon von Georg Cantor als „System aller denkbaren Klassen“ gebildet. Er zeigte 1899 mit einem indirekten Beweis, dass die Allklasse keine Menge ist: Wäre nämlich die Allklasse eine Menge, dann wäre die Potenzmenge der Allklasse eine Teilmenge der Allklasse und damit keine mächtigere Menge, wie es der Satz von Cantor verlangt. Dieser Widerspruch ist die zweite Cantorsche Antinomie, die zeigt, dass es keine Allmenge oder Menge aller Mengen gibt, sondern dass diese Mengenbildung der naiven Mengenlehre widersprüchlich ist. Die Allklasse ist daher ein sehr einfaches Beispiel einer echten Klasse. 
Die Allklasse ist zu unterscheiden von der Russellschen Klasse, die bei der Einstufung als Menge die Russellsche Antinomie erzeugt. Im Rahmen üblicher Mengenlehren kann die Allklasse ebenfalls keine Menge sein, da dann aufgrund des Aussonderungsaxioms die Russellsche Klasse ebenfalls eine Menge wäre. Da die meisten gängigen axiomatischen Mengenlehren das Aussonderungsaxiom oder ein Äquivalent beinhalten, ist in ihnen die Allklasse keine Menge, genauer gibt es keine Allmenge, das heißt
{\displaystyle \exists A\forall B\quad B\in A}
ist in ihnen widerlegbar. Ebenfalls aufbauend auf dem Aussonderungsaxiom führt die Cantorsche Antinomie zum selben Ergebnis. Manche Mengenlehren erlauben allerdings den Umgang mit echten Klassen und damit auch der Allklasse als von den Mengen separaten Objekten (siehe auch Klassenlogik).
Nimmt man das Fundierungsaxiom an, wie es in der Zermelo-Fraenkel-Mengenlehre und der Neumann-Bernays-Gödel-Mengenlehre geschieht, so ist die Allklasse gleich der Russellschen Klasse.